# قائمة الآلهة الهندوسية

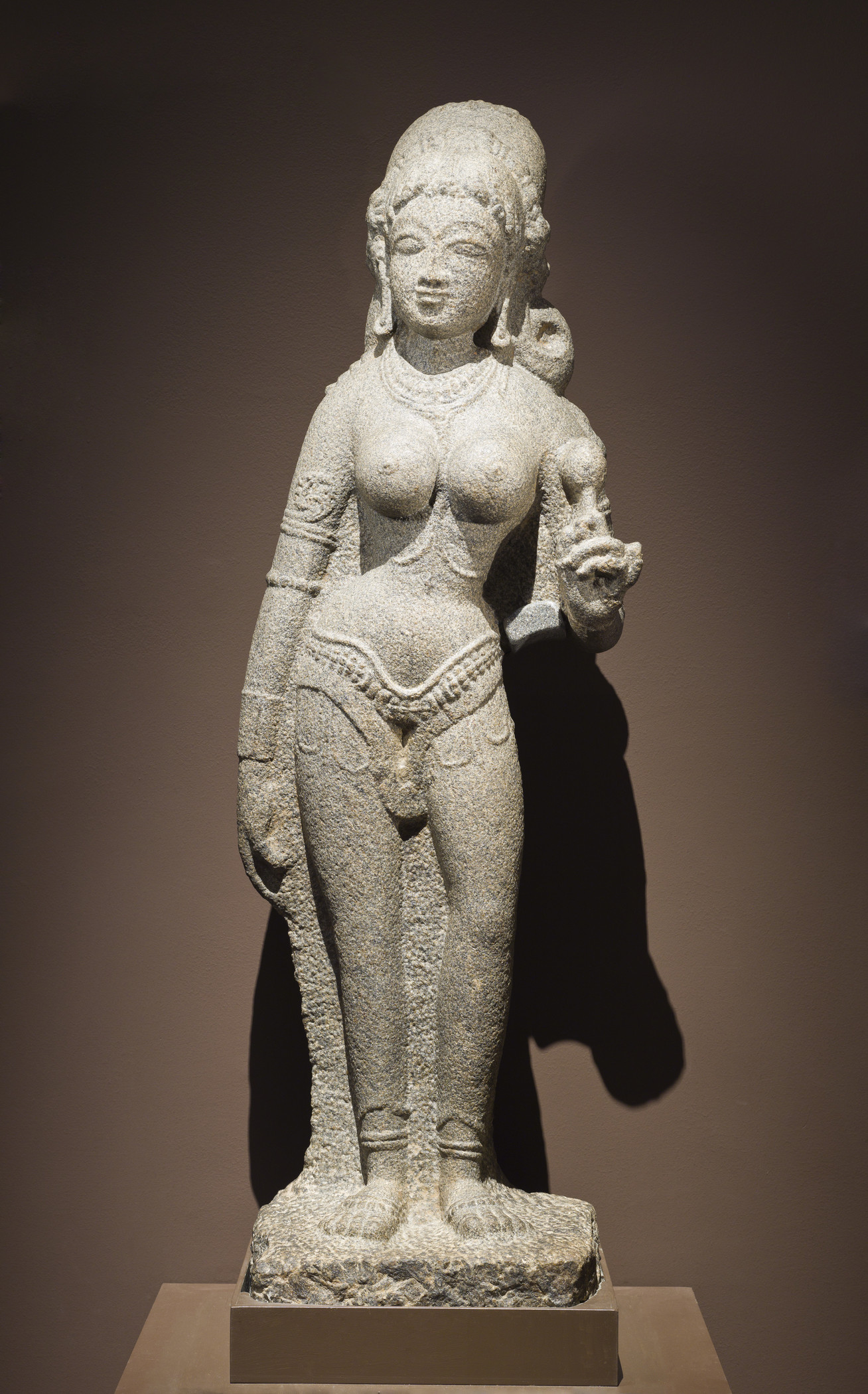
إلهة سيتا عند الهندوس.

هذه قائمة ببعض الآلهة الهندوسية المزعومة،  حيث أن هناك عدد كبير لا يمكن سرده من الآلهة المحلية والإقليمية.

## آلهة مذكرة
- إندرا.
- براهما.
- ديڤا.
- شيڤا.
- غانيشا.
- كريشنا.
- سوريا.
- ناندي.
- فيشنو.

## آلهة مؤنثة
- نانو.
- داكشايني.
- دورجا.
- ديڤي.
- ساراسواتي.
- شاكتي.
- لاكشمي.
- پارڤاتي.